# Päijät-Häme
Päijät-Häme je jedna z 19 finských provincií. Nachází se v jižní části státu. Sousedí s regiony Kanta-Häme, Uusimaa, Kymenlaakso, Jižní Savo, Pirkanmaa a Střední Finsko. Správním střediskem je město Lahti. Nejvyšším bodem celé provincie je Tiirismaa o nadmořské výšce 223 m n. m. Stejně jako další finské provincie, má i Päijät-Häme určené své symboly z ptačí říše, flóry, ryb a hornin. Jsou jimi strakapoud bělohřbetý, chrpa polní, cejn velký a dolerit.

## Obce
V roce 2021 bylo území provincie rozděleno do 10 obcí (finsky kunta) a jednoho okresu (finsky seutukunta), jehož území bylo shodné s územím kraje. Tučně zvýrazněné obce jsou městy.
- Asikkala
- Hartola
- Heinola
- Iitti
- Hollola
- Kärkölä
- Lahti
- Orimattila
- Padasjoki
- Sysmä